# Sparassiella longistipitata
Sparassiella longistipitata är en svampart som beskrevs av Schwarzman 1964. Sparassiella longistipitata ingår i släktet Sparassiella och familjen Sparassidaceae.   Inga underarter finns listade i Catalogue of Life.